# Cátia Montes
Cátia Montes (Faro, Portugal), es una educadora social, activista de derechos humanos y bombera portuguesa, de etnia gitana, voluntaria en São Brás de Alportel.

## Trayectoria
Se graduó en Educación Social en la Escuela Superior de Educación y Comunicación de la Universidad del Algarve, en Faro.
Ha tenido varias experiencias como activista por los derechos humanos y los derechos de las comunidades gitanas. También se convirtió en bombera voluntaria, tal y como lo habría sido su padre hace muchos años.
Cursó un Máster en Educación Social.
En 9º grado, Montes tuvo que mudarse de casa, la escuela se hizo más distante y se vio obligada a abandonar. Durante los siguientes años vivió de trabajos precarios y de forma nómada. A los 27 años, tras vivir algunos episodios de discriminación en el ámbito laboral, decidió volver a estudiar después del trabajo en Mais 23, compaginando su vida de estudiante con el trabajo en un supermercado.
Montes contó con el apoyo del Programa Operativo de Promoción de la Educación (OPRE), un programa de política pública dirigido a estudiantes de educación superior de comunidades gitanas, que cuenta con el apoyo del Alto Comisionado para las Migraciones, y que nació de un proyecto pionero de la Asociación Letras Nómadas y la Plataforma Portuguesa por los Derechos de la Mujer.
En 2018 participó en el debate “¿Qué papel para las comunidades gitanas?” del Festival Política donde se discutió el rol de la mujer en sus comunidades. En el evento, Montes compartió escenario con Maria Gil, integrante de la Asociación Saber Comprender y actriz del Colectivo PELE, y Toya Prudêncio, activista considerada "gitana del año" por la Asociación Letras Nómadas, en 2017.
En junio de 2018 fue invitada por la secretaria de Estado de Ciudadanía e Igualdad, Rosa Monteiro, para comentar una sesión de cine en la Cinemateca Portuguesa en el marco del Día Internacional de la Persona Gitana.
En diciembre de 2020, formó parte de la editorial del Observatorio de Comunidades Gitanas, publicada en diciembre de 2020, y titulada "Voces Gitanas sobre los Derechos Humanos en un Contexto de Pandemia".
El 25 de abril de 2021 fue una de las suscriptoras del artículo de opinión por el derecho a una vivienda digna de las personas gitanas/gitanas en Portugal, publicado en el diario Público.

## Reconocimientos
En diciembre de 2017, Montes formó parte del grupo de 26 estudiantes gitanos, apoyados por la OPRE, recibidos en Belém por el presidente de la República Portuguesa, Marcelo Rebelo de Sousa.